# Duca di Argyll
Duca di Argyll (lingua gaelica scozzese Diùc Earra-Ghàidheil) è un titolo creato nei pari di Scozia nel 1701 e nella paria del Regno Unito nel 1892. I conti, marchesi, e duchi di Argyll furono per diversi secoli tra le più potenti famiglie nobili di Scozia. In quanto tali, hanno svolto un ruolo importante nella storia scozzese durante il XVI, XVII e XVIII secolo. Il duca di Argyll detiene anche i titoli ereditari di capo del clan Campbell e di Master of the Household of Scotland.
Dal 2001, Torquhil Campbell è duca di Argyll ed è il tredicesimo uomo a detenere il titolo.

## Storia
Sir Colin Campbell di Lochow fu nominato cavaliere nel 1280. Nel 1445 Giacomo II di Scozia elevò il discendente di Sir Colin, Sir Duncan Campbell al titolo di pari, diventando Duncan Campbell di Lochow, signore di Argyll, cavaliere, 1st Lord Campbell. Colin Campbell (c. 1433–1493) successe a suo nonno diventando il secondo Lord Campbell nel 1453 e fu creato conte di Argyll nel 1457.

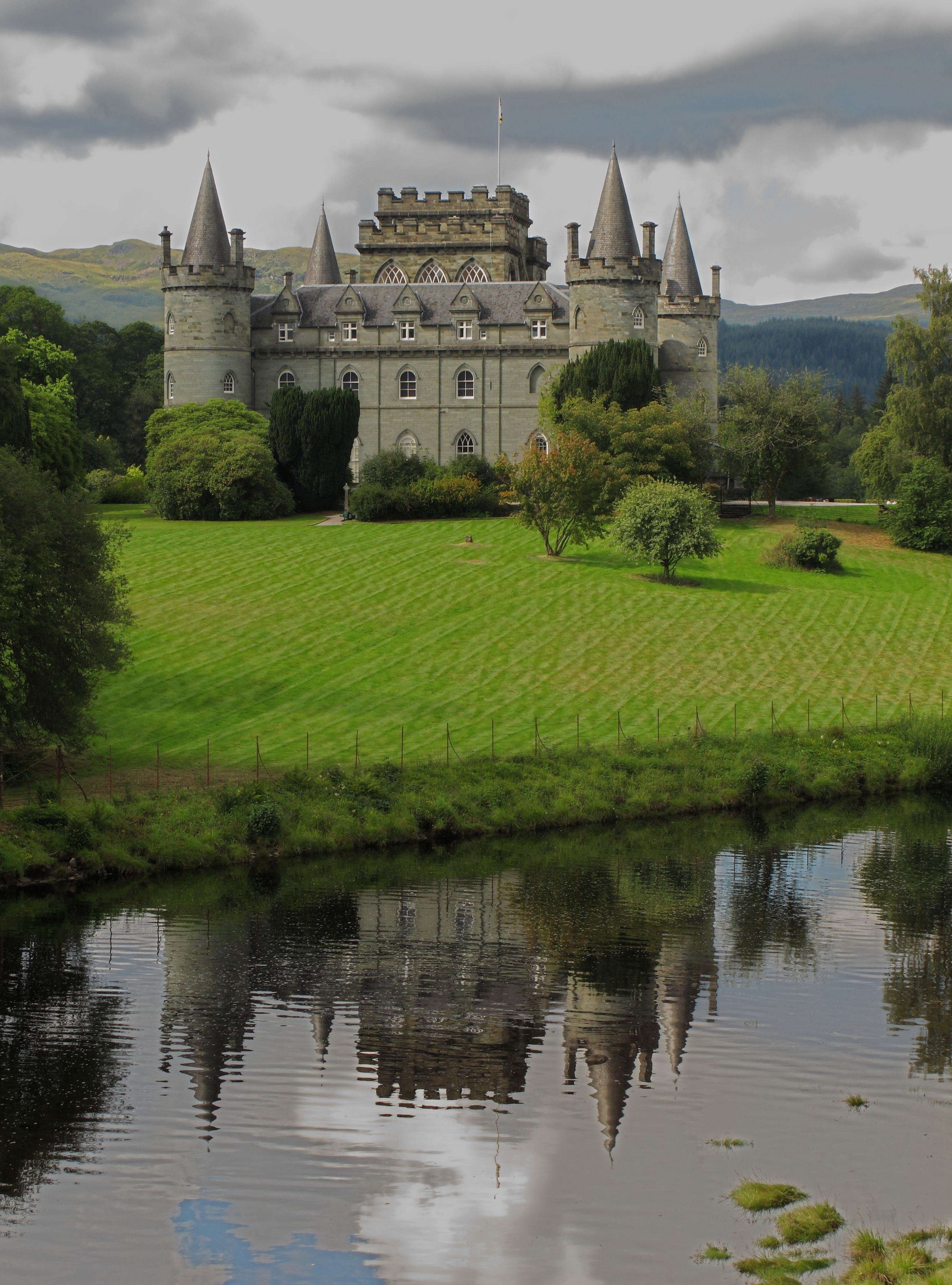
Il castello di Inveraray, sede principale della famiglia dei duchi di Argyll

L'8º conte Argyll fu creato marchese nel 1641, quando Carlo I visitò la Scozia e tentò di sedare la crescente crisi politica (e la ricaduta dell'evento noto come l'incidente). Con la vittoria di Oliver Cromwell Inghilterra, il marchese diventò l'effettivo governatore di Scozia. Dopo la restaurazione, il marchese offrì i suoi servizi al re Carlo II ma fu accusato di tradimento e giustiziato nel 1661. Le sue terre e titoli furono confiscati ma nel 1663 furono restituiti a suo figlio, Archibald, che divenne il 9º conte di Argyll. Nel 1685 il 9º conte fu giustiziato per il coinvolgimento nella ribellione di Monmouth.
Il 21 giugno 1701 il figlio del 9º conte fu creato duca di Argyll, marchese di Kintyre e Lorne, conte di Campbell e Cowal, visconte di Lochow e Glenyla, lord Inveraray, Mull, Morvern, e Tiree per i servigi prestati a Guglielmo d'Orange. Suo figlio, il 2º duca, fu creato barone Chatham e conte di Greenwich nel 1705 come ricompensa per il suo sostegno all'Atto di Unione e ulteriormente elevato al titolo di duca di Greenwich nel 1719. Alla sua morte i suoi titoli scozzesi passarono a suo fratello e i titoli inglesi si estinsero.
Il 5º duca sedette come membro del parlamento per Glasgow Burghs fino a che l'ascesa di suo padre al ducato nel 1761 lo squalifica dal rappresentare un seggio scozzese. Divenne quindi membro per Dover fino al 1766, quando fu creato barone Sundridge e ottenne il diritto a sedere alla Camera dei Lord.
Il 17 aprile 1892, l'8º duca fu creato duca di Argyll nella paria del Regno Unito. Quindi, il duca è una delle sole cinque persone a detenere due o più ducati diversi, gli altri sono il duca di Cornovaglia, Rothesay ed Edimburgo, il duca di Buccleuch e Queensberry, il duca di Hamilton e Brandon, e il duca di Richmond, Lennox, e Gordon.

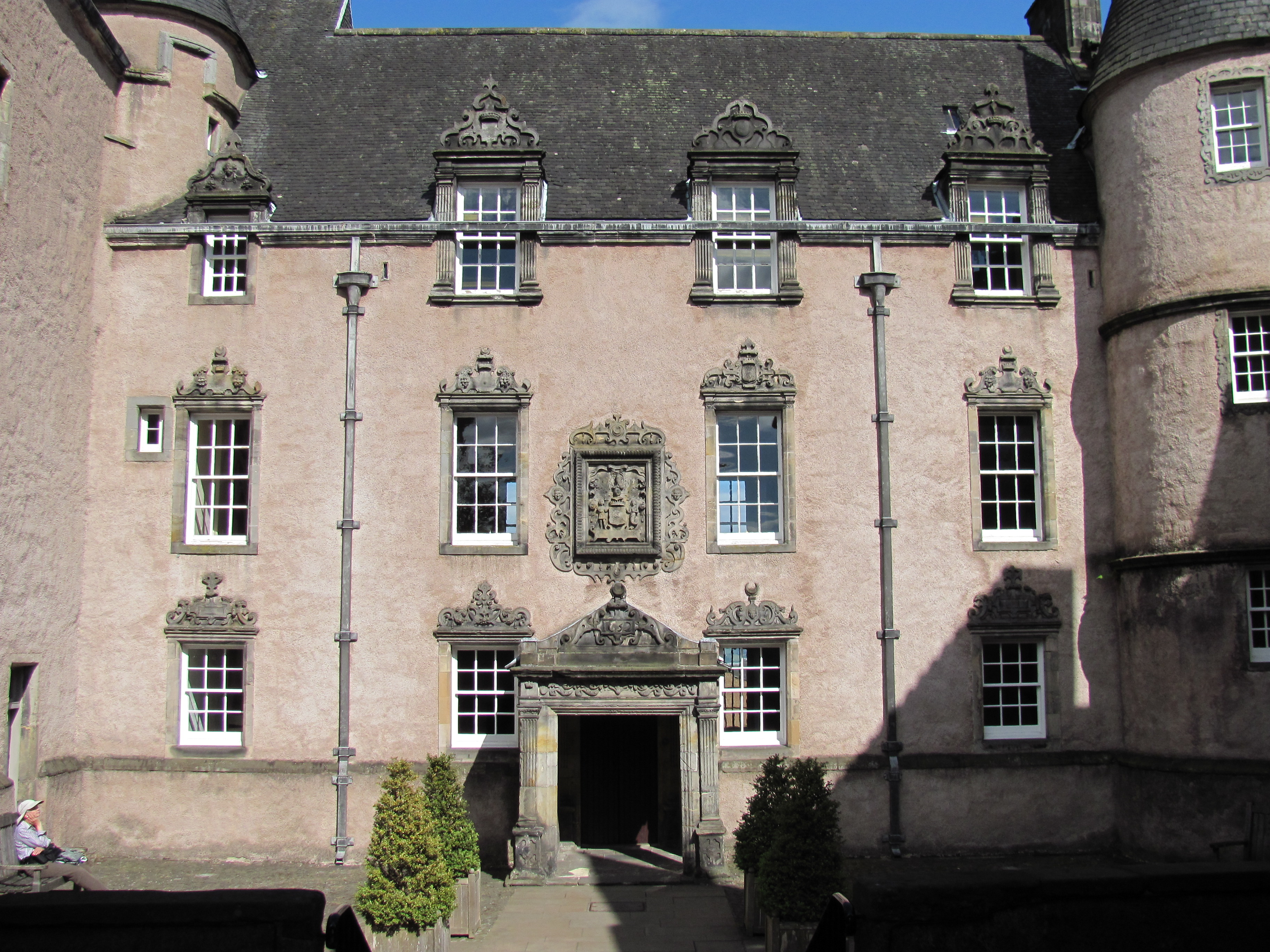
Argyll's Lodging fungeva da residenza di città della famiglia a Stirling

Durante il XIX secolo, una lontana discendente prussiana della famiglia, Jenny von Westphalen, divenne la moglie del filosofo Karl Marx.  In una famosa storia, quando esiliato a Parigi e ridotto in povertà, Marx fu quasi arrestato per aver tentato di impegnare una parte della dote di Jenny: un servizio da tavola d'argento con lo stemma del casato di Argyll. Dell'incidente Marx scrisse ad Engels, forse nel tentativo di sollecitare un altro prestito al suo ricco amico: "Mia moglie ha pianto tutta la notte". Tuttavia, l'argento fu infine venduto per ripagare i debiti di vecchia data contratti dalla Neue Rheinische Zeitung.
Alla fine del XIX secolo l'allora attuale duca di Argyll visitò l'America. Mentre era lì, soggiornò all'American Hotel situato nella piazza principale del villaggio di Babylon, New York. I cittadini presero in simpatia il duca e durante la sua visita si svolsero feste e sfilate. Poco prima dell'inizio del secolo (1900) il comune di Babylon ribattezzò Bythbourne Lake/Park in Argyle Lake/Park (Argyll evolse nell'attuale accettato Argyle) in memoria della visita del duca.

## Titoli sussidiari
Il Duca detiene diversi titoli sussidiari, tra cui: Marchese di Kintyre e Lorne (1701), Conte di Argyll (1457), Conte Campbell e Cowall e Visconte Lochow e Glenyla (1701), Lord Campbell (1445), Lord Lorne (1470), Lord Kintyre (1626), Lord Inveraray, Mull, Mover e Tiry (1701), barone Hamilton di Hameldon (1776) e Baron Sundridge (1766). Sono nei i paria di Scozia, tranne gli ultimi due, che sono nei paria di Gran Bretagna. Il duca è anche baronetto di Lundie (1627) fra i baronetti della Nova Scotia. Il titolo di cortesia per il figlio maggiore ed erede del duca è Marchese di Lorne, abbreviato da Marchese di Kintyre e Lorne.

## Detentori del titolo

### Lord Campbell (1445)
- Duncan Campbell, I Lord Campbell (m. 1453) (fino al 1445 feudale Lord di Argyll)
  - Archibald Campbell, Master of Campbell (m. c. 1431–1440) (primogenito del I Lord, morì prima che suo padre fosse creato un lord del Parlamento)
- Colin Campbell, II Lord Campbell (c. 1433–1493) (creato Conte di Argyll nel 1457)

### Conti di Argyll (1457)
- Colin Campbell, I conte di Argyll (c. 1433–1493) (unico figlio maschio del Master)
- Archibald Campbell, II conte di Argyll (d. 1513) (primo figlio maschio del I Conte)
- Colin Campbell, III conte di Argyll (c. 1486–1529) (primo figlio maschio del II Conte)
- Archibald Campbell, IV conte di Argyll (c. 1507–1558) (unico figlio maschio del III Conte)
- Archibald Campbell, V conte di Argyll (c. 1537–1573) (primo figlio maschio del IV Conte, morì senza figli)
- Colin Campbell, VI conte di Argyll (c. 1541/1546–1584) (minore dei figli maschi del IV Conte)
- Archibald Campbell, VII conte di Argyll (c. 1576–1638) (primo figlio maschio del VI Conte)
- Archibald Campbell, VIII conte di Argyll (1607–1661) (creato Marchese di Argyll nel 1641)

### Marchesi di Argyll (1641)
- Archibald Campbell, I marchese di Argyll (1607–1661) (primo figlio maschio del VII Conte, fu processato per alto tradimento, privato dei diritti civili e tutte le sue onorificenze incamerate nel 1661)

### Conti di Argyll (1457; ripristinato nel 1663)
- Archibald Campbell, IX conte di Argyll (c. 1629–1685) (primo figlio maschio del I Marchese, fu restaurato nel 1663 agli onori del padre, salvo il suo marchesato. Successivamente fu processato per alto tradimento e tutte le sue onorificenze incamerate nel 1681)
- Archibald Campbell, X conte di Argyll (1658–1703) (creato Duca di Argyll nel 1701)

### Duchi di Argyll (1701)
- Archibald Campbell, I duca di Argyll (1658–1703) (primo figlio maschio del IX Conte, fu restaurato negli onori del padre nel 1685)
- John Campbell, II duca di Argyll, I Duca di Greenwich (1680–1743) (primo figlio maschio del I Duca, morì senza figli maschi)
- Archibald Campbell, III duca di Argyll (1682–1761) (secondo e più giovane dei figli maschi del I Duca, morì senza prole legittima)
- John Campbell, IV duca di Argyll (1693–1770) (maggiore dei figli maschi dell'Hon. John Campbell, terzo figlio maschio del IX conte e il più giovane dei fratelli del I Duca)
- John Campbell, V duca di Argyll (1723–1806) (maggiore dei figli maschi del IV Duca)
  - George John Campbell, Conte di Campbell (1763–1764) (maggiore dei figli maschi del V Duca, morì nell'infanzia)
- George William Campbell, VI Duca di Argyll (1768–1839) (secondo figlio maschio del V Duca, morì senza figli)
- John Douglas Edward Henry Campbell, VII Duca di Argyll (1777–1847) (terzo e minore dei figli maschi del V Duca)
  - John Henry Campbell (1821–1837) (maggiore dei figli maschi del VII Duca, morì giovane)
- George John Douglas Campbell, VIII Duca di Argyll (1823–1900) (secondo e minore dei figli maschi del VII Duca, creato Duca di Argyll fra i Pari del Regno Unito nel 1892)
- John George Edward Henry Douglas Sutherland Campbell, IX Duca di Argyll (1845–1914) (maggiore dei figli maschi dell'VIII Duca, sposò la principessa Luisa, figlia della regina Vittoria del Regno Unito, ma morì senza figli)
- Niall Diarmid Campbell, X Duca di Argyll (1872–1949) (unico figlio maschio di Lord Archibald Campbell, secondo figlio maschio del VIII Duca, morì celibe)
- Ian Douglas Campbell, XI Duca di Argyll (1903–1973) (nipote di Lord Walter Campbell, terzo figlio maschio del VIII Duca)
- Ian Campbell, XII duca di Argyll (1937–2001) (maggiore dei figli maschi dell'XI Duca)
- Torquhil Ian Campbell, XIII Duca di Argyll (n. 1968) (unico figlio maschio dell'XII Duca)

L'erede apparente è il figlio maggiore dell'attuale detentore, Archibald Frederick Campbell, marchese di Lorne (nato nel 2004).

## Linea di successione dei duchi di Argyll
|                                          |                                           |                                             |                                           |                                       |                                                 |                                      |                                     |                |
|                                          | Duncan I lord Campbell *1445 † 1453       |                                             |                                           |                                       |                                                 |                                      |                                     |                |
|                                          |                                           |                                             |                                           |                                       |                                                 |                                      |                                     |                |
|                                          |                                           |                                             |                                           |                                       |                                                 |                                      |                                     |                |
|                                          | Archibald master of Campbell              |                                             |                                           |                                       |                                                 |                                      |                                     |                |
|                                          |                                           |                                             |                                           |                                       |                                                 |                                      |                                     |                |
|                                          |                                           |                                             |                                           |                                       |                                                 |                                      |                                     |                |
|                                          | Colin I conte di Argyll *1453 † 1493      |                                             |                                           |                                       |                                                 |                                      |                                     |                |
|                                          |                                           |                                             |                                           |                                       |                                                 |                                      |                                     |                |
|                                          |                                           |                                             |                                           |                                       |                                                 |                                      |                                     |                |
|                                          | Archibald II conte di Argyll *1493 † 1513 |                                             |                                           |                                       |                                                 |                                      |                                     |                |
|                                          |                                           |                                             |                                           |                                       |                                                 |                                      |                                     |                |
|                                          |                                           |                                             |                                           |                                       |                                                 |                                      |                                     |                |
|                                          | Colin III conte di Argyll *1513 † 1529    |                                             |                                           |                                       |                                                 |                                      |                                     |                |
|                                          |                                           |                                             |                                           |                                       |                                                 |                                      |                                     |                |
|                                          |                                           |                                             |                                           |                                       |                                                 |                                      |                                     |                |
|                                          | Archibald IV conte di Argyll *1529 † 1558 |                                             |                                           |                                       |                                                 |                                      |                                     |                |
|                                          |                                           |                                             |                                           |                                       |                                                 |                                      |                                     |                |
|                                          |                                           |                                             |                                           |                                       |                                                 |                                      |                                     |                |
| Archibald V conte di Argyll *1558 † 1573 | Archibald V conte di Argyll *1558 † 1573  | Colin VI conte di Argyll *1573 † 1584       | Colin VI conte di Argyll *1573 † 1584     |                                       |                                                 |                                      |                                     |                |
|                                          |                                           |                                             |                                           |                                       |                                                 |                                      |                                     |                |
|                                          |                                           |                                             |                                           |                                       |                                                 |                                      |                                     |                |
|                                          |                                           | Archibald VII conte di Argyll *1584 † 1638  |                                           |                                       |                                                 |                                      |                                     |                |
|                                          |                                           |                                             |                                           |                                       |                                                 |                                      |                                     |                |
|                                          |                                           |                                             |                                           |                                       |                                                 |                                      |                                     |                |
|                                          |                                           | Archibald I marchese di Argyll *1638 † 1661 |                                           |                                       |                                                 |                                      |                                     |                |
|                                          |                                           |                                             |                                           |                                       |                                                 |                                      |                                     |                |
|                                          |                                           |                                             |                                           |                                       |                                                 |                                      |                                     |                |
|                                          |                                           | Archibald IX conte di Argyll *1663 † 1685   |                                           |                                       |                                                 |                                      |                                     |                |
|                                          |                                           |                                             |                                           |                                       |                                                 |                                      |                                     |                |
|                                          |                                           |                                             |                                           |                                       |                                                 |                                      |                                     |                |
|                                          | Archibald I duca di Argyll *1685 † 1703   | Archibald I duca di Argyll *1685 † 1703     |                                           | John                                  | John                                            |                                      |                                     |                |
|                                          |                                           |                                             |                                           |                                       |                                                 |                                      |                                     |                |
|                                          |                                           |                                             |                                           |                                       |                                                 |                                      |                                     |                |
| John II duca di Argyll *1703 † 1743      | John II duca di Argyll *1703 † 1743       | Archibald III duca di Argyll *1743 † 1761   | Archibald III duca di Argyll *1743 † 1761 | John IV duca di Argyll *1761 † 1770   | John IV duca di Argyll *1761 † 1770             |                                      |                                     |                |
|                                          |                                           |                                             |                                           |                                       |                                                 |                                      |                                     |                |
|                                          |                                           |                                             |                                           |                                       |                                                 |                                      |                                     |                |
|                                          |                                           |                                             |                                           | John V duca di Argyll *1770 † 1806    |                                                 |                                      |                                     |                |
|                                          |                                           |                                             |                                           |                                       |                                                 |                                      |                                     |                |
|                                          |                                           |                                             |                                           |                                       |                                                 |                                      |                                     |                |
|                                          |                                           |                                             | George VI duca di Argyll *1806 † 1839     | George VI duca di Argyll *1806 † 1839 | John VII duca di Argyll *1839 † 1847            | John VII duca di Argyll *1839 † 1847 |                                     |                |
|                                          |                                           |                                             |                                           |                                       |                                                 |                                      |                                     |                |
|                                          |                                           |                                             |                                           |                                       |                                                 |                                      |                                     |                |
|                                          |                                           |                                             |                                           |                                       | George Douglas VIII duca di Argyll *1847 † 1900 |                                      |                                     |                |
|                                          |                                           |                                             |                                           |                                       |                                                 |                                      |                                     |                |
|                                          |                                           |                                             |                                           |                                       |                                                 |                                      |                                     |                |
|                                          |                                           |                                             | John IX duca di Argyll *1900 † 1914       | John IX duca di Argyll *1900 † 1914   | Archibald                                       | Archibald                            | Walter                              | Walter         |
|                                          |                                           |                                             |                                           |                                       |                                                 |                                      |                                     |                |
|                                          |                                           |                                             |                                           |                                       |                                                 |                                      |                                     |                |
|                                          |                                           |                                             |                                           |                                       | Niall X duca di Argyll *1914 † 1949             | Niall X duca di Argyll *1914 † 1949  | Douglas Walter                      | Douglas Walter |
|                                          |                                           |                                             |                                           |                                       |                                                 |                                      |                                     |                |
|                                          |                                           |                                             |                                           |                                       |                                                 |                                      |                                     |                |
|                                          |                                           |                                             |                                           |                                       |                                                 |                                      | Ian XI duca di Argyll *1949 † 1973  |                |
|                                          |                                           |                                             |                                           |                                       |                                                 |                                      |                                     |                |
|                                          |                                           |                                             |                                           |                                       |                                                 |                                      |                                     |                |
|                                          |                                           |                                             |                                           |                                       |                                                 |                                      | Ian XII duca di Argyll *1973 † 2001 |                |
|                                          |                                           |                                             |                                           |                                       |                                                 |                                      |                                     |                |
|                                          |                                           |                                             |                                           |                                       |                                                 |                                      |                                     |                |
|                                          |                                           |                                             |                                           |                                       |                                                 |                                      | Torquhil XIII duca di Argyll *2001  |                |